# 204P/LINEAR-NEAT
204P/LINEAR-NEAT, komet Jupiterove obitelji